# Maggie Peren
Maggie Peren (født 7. maj 1974 i Heidelberg, Vesttyskland) er en tysk manuskriptforfatter, filminstruktør og skuespiller. Hun har vundet flere priser for filmen Pasforfalskeren, der fik premiere på Berlinalen i 2022.

## Filmografi
Hun har været instruktør eller manuskriftforfatter på følgende film:

### Som manuskriptforfatter
- Das Phantom (2000)
- Napola (2004)

### Som instruktør
- Hypochonder, kortfilm (2005)
- Stellungswechsel, spillefilm (2007)
- Die Farbe des Ozeans (2011)
- Pasforfalskeren (2023)